# Psaliodes cidariata
Psaliodes cidariata är en fjärilsart som beskrevs av J. Peter Maassen 1890. Psaliodes cidariata ingår i släktet Psaliodes och familjen mätare. Inga underarter finns listade i Catalogue of Life.